# بيتول تانباي
بيتول تانباي (بالتركية: Betül Tanbay)‏ (مواليد 1960) هي عالمة رياضيات تركية وعالمة وأستاذة الرياضيات في جامعة بوغازجي في اسطنبول بتركيا، وهي أول امرأة تتولى رئاسة الجمعية الرياضية التركية بين عامي 2010 و2016.

## التعليم
ولدت بيتول تانباي في إسطنبول ونشأت في أنقرة حتى عام 1977، وتخرجت من مدرسة ليسيه جانسون دي سيللي، باريس، فرنسا عام 1978، وحصلت على رخصة في الرياضيات من جامعة لويس باستور، ستراسبورغ عام 1982، ودكتوراه في الرياضيات من جامعة لويس باستور في ستراسبورغ عام 1982 تحت إشراف روبرت سولوفاي في جامعة كاليفورنيا، بيركلي في الولايات المتحدة عام 1989.

## العمل في التعليم
كانت عضوًا متفرغًا ورئيسة قسم الرياضيات في جامعة بوغازيتشي، إسطنبول. كانت نائبة وكيل الجامعة للشؤون الخارجية ومثلت جامعتها في رابطة الجامعات الأوروبية بين عامي 2004 و 2007. وهي المدير المؤسس لمركز إسطنبول للعلوم الرياضية.
عملت في المجالس العلمية لمعاهد البحوث،  كما كانت المديرة لمشروع شبكة الدكتوراه في مجلس البحوث العلمية والتكنولوجية في تركيا بين عامي 2008 و 2012. وعملت كعضو في اللجنة التنفيذية، بما في ذلك الرئاسة، في الجمعية الرياضية التركية؛ بصفتها مندوبة عن لجنة الأخلاقيات، وعضو لجنة رفع الوعي. وأيضاً كانت عضو اللجنة التنفيذية في جمعية الرياضيات الأوروبية حيث تم انتخابها نائبة للرئيس للفترة 2019-2022، ومندوبة ممثلة في لجنة المرأة في الرياضيات في الاتحاد الدولي للرياضيات.
شغلت مناصب زائرة في جامعة كاليفورنيا في بيركلي، وجامعة كاليفورنيا في سانتا باربرا، وجامعة بوردو، ومعهد الرياضيات في جيسو، وجامعة كانساس، وجامعة ولاية بنسلفانيا، وانضمت إلى ورشة عمل في المعهد الأمريكي للرياضيات.

## مجال الأبحاث
تتضمن اهتماماتها البحثية الجبر ونظرية المجموعات.

### نماذج للأبحاث العلمية المنشورة
- C. Akemann, J. Anderson, B. Tanbay, Weak Paveability And The Kadison-Singer Problem, Journal of Operator Theory, vol. 71, no. 1, pp.295-300 (2014).
- B. Tanbay, A Letter on the Kadison-Singer problem, Revue Roumaine des Mathématiques Pures et Appliquées, vol. 59, no. 2, pp. 293—302 (2014).
- C. Akemann, J. Anderson, B. Tanbay, The Kadison-Singer problem for the direct sum of matrix algebras, Positivity, vol. 16, no. 1, pp 53–66 (2012).
- C. Akemann, B. Tanbay, A. Ülger A Note On The Kadison-Singer Problem, Journal of Operator Theory, vol. 63, no. 2, 363–274 (2010).

## عضوية
بيتول تانباي هي عضوة في الجمعيات الرياضية التركية والأمريكية والأوروبية.

## وصلات خارجية
Betül Tanbay's professional home page